# Bâlc de Moldavie
Bâlc (ou Balc) fut le prince de Moldavie de 1359 à 1360.
Il succède à son père Sas de Moldavie (Sas ) en 1359, qui était lui-même le fils du premier prince de Moldavie, Dragoș de Moldavie (Dragoș ).
Il ne règne qu'un an, un voïvode venant du Maramureș, Bogdan Ier le Fondateur (Bogdan Întemeitorul) le dépose.
Il quitte alors la Moldavie pour le Maramureș où le roi de Hongrie lui demande, en 1365, de récupérer les terres, lui et ses cousins Drag (ou Dragoș), Dragomir et Ștefan que Bogdan I avaient laissées, et de reprendre la fonction de cnéz du Maramureș. Bâlc et Drag régnèrent sur le Maramureș jusqu'en 1395, lorsque Bâlc meurt après avoir été élevé au titre de comte de Szatmár (aux alentours de l'actuelle Satu Mare) et comte des Sicules.
Drag (Dragoș) est l'ancêtre de la famille hongroise Drágffy.